# M'Naguer
M'Naguer è un comune dell'Algeria, situato nella provincia di Touggourt.